# Mięśnie otoczenia szpary powiek
Mięśnie otoczenia szpary powiek – w anatomii człowieka grupa mięśni wyrazowych. 
Należą do nich:
- mięsień okrężny oka (łac. musculus orbicularis oculi)
- mięsień marszczący brwi (łac. musculus corrugator supercilii)
- mięsień podłużny (łac. musculus procerus)[1].